# Mužy

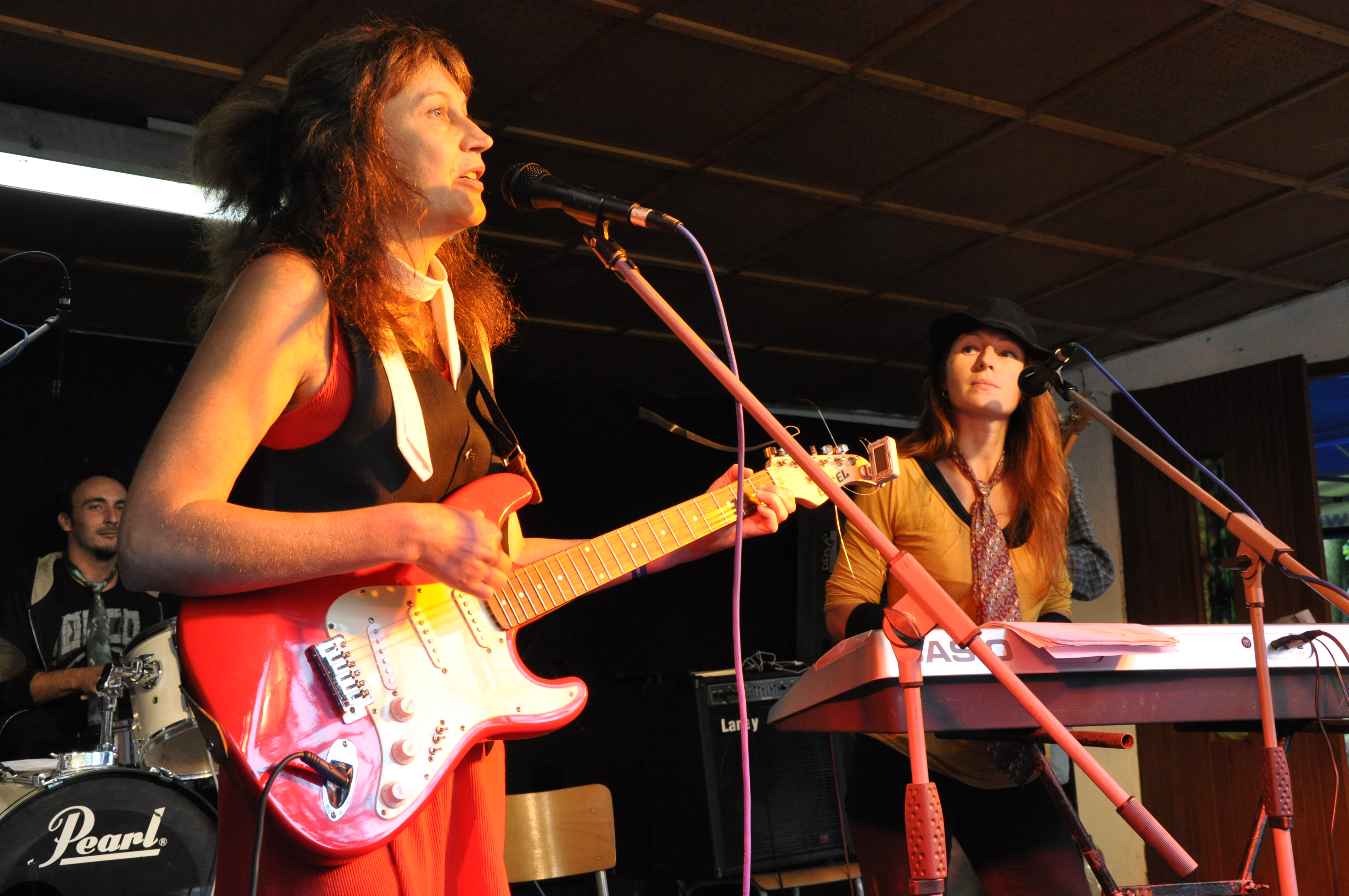
Mužy na festivalu Otevřeno, Jimramov 2010 (na bicí a kytaru hráli hostující muži).

Mužy (skloňováno podle vzoru „ženy“) je česká hudební skupina složená ze čtyř žen hrajících rockovou hudbu. První koncert odehrály 17. března 2006 v hospodě U Rafa na Hanspaulce ještě v pětičlenné sestavě. Kapela původně plánovala tímto vystoupením také skončit, do konce roku ale odehrála ještě pět koncertů (často s Původním Burešem) a v roce 2007 pokračují s koncertováním a vydaly své první album. Nahrávka z prvního koncertu vyšla na sampleru s nahrávkami dalších skupin, které U Rafa ten den také hrály.

## Obsazení
- Agnes Jůdová – zpěv, kytara, foukací harmonika, hudba, texty
- Jana Tová – baskytara, zpěv
- Rapsodie Modrá – bicí, zpěv
- Zrzavá Veverka – akordeon, perkuse, zpěv

Fanny Libeňská (viola, zpěv) v květnu 2006 odešla z kapely.
Hudebnice v kapele používají přezdívky: Agnes Jůdová je Markéta Hrubínová, autorka několika sólových nahrávek (někdy také samostatně vystupuje), Rapsodie Modrá je Jana Modráčková známá např. z Trabandu či Klece.

## Diskografie
- Mezinárodní Hlavec žen, 2006 – sampler (dalšími kapely jsou Ginungagap, Původní Bureš, Typ Skršín, Nohaband)
- Hudba žen, 2007
- Pastor / Maňásek, 2010 – singl